# Zemlja heroja
Zemlja heroja je 76. epizoda strip serijala Ken Parker. Objavljena je u br. 14. Ken Parkera izdavačke kuće System Comics u novembru 2004. godine.  Sveska je koštala su 120 dinara (1,79 $; 1,41 €). Epizodu je nacrtao Ivo Milaco, a scenario napisao Đankarlo Berardi. Cela epizoda imala imala je 118 strana.

## Originalna epizoda
Originalna epizoda objavljena je premijerno u Italiji u dva dela u Ken Parker Magazinu br. 24-25. januar-februar 1995. godine. Svaki deo imao je poseban naziv - La terra degli eroi i Tra le braccia della notte. Cena svakog Magazina iznosila je 5.000 lira (3,25 $; 4,89 DEM).

## Kratak sadržaj
Ken nasilno prekida telefonsku vezu između Milaca i Berardija (crtaču i scenaristi stripa) i uvlači ih u svoj san. Nakon kraće žustre rasprave o tome kako mu već 20 godina zadaju muke sa avanturama u koje ga stavljaju protiv njegove volje, Ken ih odvlači u zamak u kome vojska pod komandom Njegove eminencije drži zarobljenim čitav niz filmskih i strip heroja. Cilj Njegove eminencije je da mlađim generacijama zatre sećanje na to da su nekada postojali heroji kako bi uticali na njihov sistem uverenja. Milaco i Berardi treba da osmisle kako da se heroji izvuku iz utvrđenja jer sami heroji za to nisu sposobni. Ideje su im uvek davali scenaristi filmova i stripova, a ideje su postale izvodljive tek kada ih režiser i crtač dovedu u život. Milaco i Berardi otuda smišljaju da izbrišu rešetke tamnice i omoguće zatvorenicima da pobegnu. Ken, Milaco i Berardi na kraju dospevaju do glavne sobe da bi otkrili da je Njegova eminencija zapravo TV aparat skriven iza zavese iz kojeg su vojnici dobijali naređenja (aluzija na Čarobnjaka iz Oza). Završnica je, kako primećuje Berardi, klasična: nakon što je otkriven, Njegova eminencija daje komandu za samo-uništenje zamka.

### Poznati likovi koji se pojavljuju u ovoj epizodi
Zoro, Robert Mičum, Piter Selers (kao Inspektor Kluzo), Hemfri Bogart (kao Sem Spejd i Filip Marlou), Orson Vels (kao građanin Kejn), Čarls Lafton (kao Kvazimodo), Rita Hejvort, Mali Princ, Cisko Kid, Džon Vejn, Grof Monte Kristo, Čarli Čaplin, Bastre Kiton, Pinokio, itd.
Ovakav pristup, gde se pojavljuje mnoštvo poznatih likova iz sveta filma i stripa smao već imali prilke da vidimo epizodi Jednog leta. U njoj se takođe pojavljuju Berardi i Milaco kao gosti restorana.

### Aluzija na film
Strelice koje se samo-aktiviraju sa strane i velika kugla koja juri Kena, Iva i Đankarla (str. 30-3) očigledna su alluzija na početak prvog filma Indijane Džonsa Otimači izgubljenog kovčega.
Rita Hejvort peva pesmu "Put a Spell on Me" iz filma Đilda (1946).

## Numeracija epizoda
U ovoj epizodi je razrešeno pitanje numeracije epizoda koja je nastala sa epizodom Uzdah i san koja se sastoji od četiri dela i koja se prema nekim spiskovima treatirala kao četiri zasebne epizode. U ovoj epizodi Đankarlo Berardi, koji se ovde pojavljuje istovremeno kao protagonista i scenarista stripa, jasno kaže da se trenutna radnja odvija u 76. epizodi. (str. 41)